# Liste der Kulturdenkmäler in Hamburg-Wilstorf
Die Liste der Kulturdenkmäler in Hamburg-Wilstorf enthält die in der Denkmalliste ausgewiesenen Denkmäler auf dem Gebiet des Stadtteils Wilstorf der Freien und Hansestadt Hamburg.
Basis ist der Datensatz Denkmalliste Hamburg auf dem Transparenzportal Hamburg. Dieser enthält alle Objekte, die rechtskräftig nach dem Hamburger Denkmalschutzgesetz vom 5. April 2013 unter Denkmalschutz stehen (§ 6 Abs. 1 DSchG HA) oder zumindest zeitweise standen. Die Denkmalliste steht auch als PDF-Dokument zur Verfügung. Alle Denkmäler in Wilstorf, die schon nach dem Denkmalschutzgesetz vom 3. Dezember 1973, zuletzt geändert am 27. November 2007, unter Denkmalschutz standen, sind auch auf der Liste der Kulturdenkmäler im Hamburger Bezirk Harburg zu finden.

## Legende
- ID: Gibt die vom Denkmalschutzamt Hamburg vergebene Objekt-ID (Identifikationsnummer) des Kulturdenkmals an, (in Klammern gegebenenfalls die Denkmalnummer nach altem Denkmalschutzgesetz).
- Adresse: Nennt den Straßennamen und, wenn vorhanden, die Hausnummer des Kulturdenkmals. Die Grundsortierung der Liste erfolgt nach dieser Adresse.
- Art: Zeigt an, ob es ein Objekt („O“) oder ein Ensemble („E“) ist.
- Datierung: Gibt die Datierung an; das Jahr der Fertigstellung bzw. den Zeitraum der Errichtung.
- Ensemble: Gibt die Nummer des Ensembles an, zu der das Objekt gehört, bzw. bei Ensembles die Nummer des Ensembles selbst.

Hinweis: Die Grundsortierung der Liste erfolgt nach der Adresse und ist alternativ nach ID, Art (Objekt oder Ensemble), Typ, Datierung, Entwurf oder Kurzbeschreibung sortierbar.

| ID           | Adresse                                                                                     | Art | Typ                                                  | Kurzbeschreibung | Datierung          | Entwurf                                                       | Ensemble | Bild           |
| ------------ | ------------------------------------------------------------------------------------------- | --- | ---------------------------------------------------- | --- | ------------------ | ------------------------------------------------------------- | -------- | -------------- |
| 31198        | Anzengruberstraße 6, 8, 10, 12, 14, 16, 18, 20, 22, 28 (Lage)                               | E   |                                                      | Anzengruberstraße 6–22, 28                                                                                                |                    |                                                               | 31198    |                |
| 28158        | Anzengruberstraße 6 (Lage)                                                                  | O   | Etagenhaus                                           | | 1888               | o. A.                                                         | 31198    |                |
| 28157        | Anzengruberstraße 8 (Lage)                                                                  | O   | Etagenhaus                                           | | 1888               | o. A.                                                         | 31198    |                |
| 28169        | Anzengruberstraße 10 (Lage)                                                                 | O   | Etagenhaus                                           | | 1888               | o. A.                                                         | 31198    |                |
| 28156        | Anzengruberstraße 12 (Lage)                                                                 | O   | Etagenhaus                                           | | 1892               | Moje, Heinrich                                                | 31198    |                |
| 28155        | Anzengruberstraße 14 (Lage)                                                                 | O   | Etagenhaus                                           | | 1893               | Moje, Heinrich                                                | 31198    |                |
| 28154        | Anzengruberstraße 16 (Lage)                                                                 | O   | Etagenhaus                                           | | 1892               | Grohs, Gottlieb                                               | 31198    |                |
| 26981        | Anzengruberstraße 18 (Lage)                                                                 | O   | Etagenhaus                                           | | 1892               | Grohs, Gottlieb                                               | 31198    |                |
| 26982        | Anzengruberstraße 20 (Lage)                                                                 | O   | Etagenhaus                                           | | 1892               | Grohs, Gottlieb                                               | 31198    |                |
| 26983        | Anzengruberstraße 22 (Lage)                                                                 | O   | Etagenhaus                                           | | 1892               | Grohs, Gottlieb                                               | 31198    |                |
| 28153        | Anzengruberstraße 28 (Lage)                                                                 | O   | Etagenhaus                                           | | 1892               | o. A.                                                         | 31198    |                |
| 28059        | Besselstraße o. Nr. (Lage)                                                                  | O   | Kriegerdenkmal (Kriegerdenkmal 1870/71)              | Kriegerdenkmal mit Namen Gefallener zwischen 1914 und 1918 (Widerspruch zur Angabe 1870/1871 in Denkmalliste)             | o. A.              | o. A.                                                         |          |                |
| 29289        | Jutestraße 7, Nöldekestraße 17 (Lage)                                                       | O   | Gedenktafel                                          | | 1986               | o. A.                                                         |          |                |
| 28679        | Kapellenweg 63 (Lage)                                                                       | O   | Schule                                               | Schule Kapellenweg | 1913, um           | Höhle; Hochbauamt Harburg                                     |          | weitere Bilder |
| 28168        | Marmstorfer Weg o. Nr., Harburger Stadtpark (Lage)                                          | O   | Denkmal                                              | Hölscher-Denkmal | 1935               | o. A.                                                         |          |                |
| 29850        | Marmstorfer Weg o. Nr., Harburger Stadtpark (Lage)                                          | O   | Park; Garten (Schulgarten)                           | Harburger Stadtpark mit Harburger Schulgarten                                                                             | 1907, ab; 1923, ab | Hölscher, Ferdinand Georg und Ferdinand; Lembke, Carl (Teile) |          |                |
| 31197        | Nöldekestraße 1, 3, Winsener Straße 21 (Lage)                                               | E   |                                                      | Siedlung Nöldekestraße / Winsener Straße                                                                                  |                    |                                                               | 31197    |                |
| 28060        | Nöldekestraße 1 (Lage)                                                                      | O   | Siedlungsbau                                         | | 1928               | Schnell, Eugen                                                | 31197    | BW             |
| 28170        | Nöldekestraße 3 (Lage)                                                                      | O   | Siedlungsbau                                         | | 1928               | Schnell, Eugen                                                | 31197    | BW             |
| 29847        | Nöldekestraße 4 (Lage)                                                                      | O   | Fabrikanlage                                         | Werksgelände der Phoenix AG, straßenbegleitende Bebauung mit den Gebäuden Nr. 711, 720, 721, 722 und 723                  | 1883/84            | o. A.                                                         |          |                |
| 29848 (734)  | Radickestraße 31 (Lage)                                                                     | O   | Einfamilienhaus                                      | Wohngebäude mit umgebendem ehem. Hausgarten                                                                               | 1929–31            | Averhoff & Dyrssen (Averhoff, Peter/Dyrssen, Friedrich)       |          |                |
| 28058        | Radickestraße 43 (Lage)                                                                     | O   | Wohngebäude                                          | | 1891               | Scheibe, H.                                                   |          | BW             |
| 31195        | Reeseberg 8, Winsener Straße 27 (Lage)                                                      | E   |                                                      | St.-Franz-Joseph-Kirche in Harburg                                                                                        |                    |                                                               | 31195    |                |
| 28161 (1647) | Reeseberg 8 (Lage)                                                                          | O   | Stiftsgebäude                                        | Ehemaliges Stiftsgebäude der Barmherzigen Schwestern (Vinzentinerinnen), ab 1974 Standort der Katholischen Schule Harburg | 1913, ca.          | o. A.                                                         | 31195    | weitere Bilder |
| 28159 (1459) | Rönneburger Straße 38 (Lage)                                                                | O   | Luftschutzbau, Rundbunker                            | | 1941               | o. A.                                                         |          |                |
| 28165        | Rönneburger Straße 47 (Lage)                                                                | O   | Wohnwirtschaftsgebäude (Kirchengebäude (nach Umbau)) | Bugenhagen-Kirche | 1800, um           | Grundmann, Friedhelm (Umbau 1976)                             |          |                |
| 31035        | Walter-Koch-Weg 1, 2, 3, 4, 5, 6 (Lage)                                                     | E   |                                                      | Walter-Koch-Weg 1–6 |                    |                                                               | 31035    | BW             |
| 28057        | Walter-Koch-Weg 1 (Lage)                                                                    | O   | Etagenhaus                                           | | 1910-13            | o. A.                                                         | 31035    |                |
| 26007        | Walter-Koch-Weg 2 (Lage)                                                                    | O   | Etagenhaus                                           | | 1910-13            | o. A.                                                         | 31035    |                |
| 26005        | Walter-Koch-Weg 3 (Lage)                                                                    | O   | Etagenhaus                                           | | 1910-13            | o. A.                                                         | 31035    |                |
| 26008        | Walter-Koch-Weg 4 (Lage)                                                                    | O   | Etagenhaus                                           | | 1910–13            | o. A.                                                         | 31035    |                |
| 26006        | Walter-Koch-Weg 5 (Lage)                                                                    | O   | Etagenhaus                                           | | 1910-13            | o. A.                                                         | 31035    |                |
| 26009        | Walter-Koch-Weg 6 (Lage)                                                                    | O   | Etagenhaus                                           | | 1910-13            | o. A.                                                         | 31035    |                |
| 28171        | Winsener Straße 21 (Lage)                                                                   | O   | Siedlungsbau                                         | | 1928               | Schnell, Eugen                                                | 31197    |                |
| 28053 (1647) | Winsener Straße 27 (Lage)                                                                   | O   | Kirchengebäude                                       | | 1913               | Claren, Rudolf                                                | 31195    |                |
| 31196        | Winsener Straße 30, 32 (Lage)                                                               | E   |                                                      | Winsener Straße 30, 32 |                    |                                                               | 31196    |                |
| 28054 (1864) | Winsener Straße 30 (Lage)                                                                   | O   | Etagenhaus                                           | | 1875, um           | o. A.                                                         | 31196    |                |
| 26980 (1864) | Winsener Straße 32 (Lage)                                                                   | O   | Etagenhaus                                           | | 1875, um           | o. A.                                                         | 31196    |                |
| 31037        | Zimmermannstraße 7, 8, 9, 10, 11, 12, 13, 14, 15, 16, 17, 18, 19, 20, 21, 22, 23, 24 (Lage) | E   |                                                      | Zimmermannstraße 8–24, 7–23. Eisenbahnbauverein. Große, rückwärtige Gartengrundstücke zur Selbstversorgung.               |                    |                                                               | 31037    |                |
| 28056        | Zimmermannstraße 7 (Lage)                                                                   | O   | Siedlungsbau                                         | | 1921-26            | Eitner, Wilhelm                                               | 31037    |                |
| 26016        | Zimmermannstraße 8 (Lage)                                                                   | O   | Siedlungsbau                                         | | 1921-26            | Eitner, Wilhelm                                               | 31037    |                |
| 26972        | Zimmermannstraße 9 (Lage)                                                                   | O   | Siedlungsbau                                         | | 1921-26            | Eitner, Wilhelm                                               | 31037    |                |
| 26017        | Zimmermannstraße 10 (Lage)                                                                  | O   | Siedlungsbau                                         | | 1921-26            | Eitner, Wilhelm                                               | 31037    | BW             |
| 26973        | Zimmermannstraße 11 (Lage)                                                                  | O   | Siedlungsbau                                         | | 1921-26            | Eitner, Wilhelm                                               | 31037    | BW             |
| 26018        | Zimmermannstraße 12 (Lage)                                                                  | O   | Siedlungsbau                                         | | 1921-26            | Eitner, Wilhelm                                               | 31037    |                |
| 26974        | Zimmermannstraße 13 (Lage)                                                                  | O   | Siedlungsbau                                         | | 1921-26            | Eitner, Wilhelm                                               | 31037    |                |
| 26019        | Zimmermannstraße 14 (Lage)                                                                  | O   | Siedlungsbau                                         | | 1921-26            | Eitner, Wilhelm                                               | 31037    |                |
| 26975        | Zimmermannstraße 15 (Lage)                                                                  | O   | Siedlungsbau                                         | | 1921-26            | Eitner, Wilhelm                                               | 31037    |                |
| 26967        | Zimmermannstraße 16 (Lage)                                                                  | O   | Siedlungsbau                                         | | 1921-26            | Eitner, Wilhelm                                               | 31037    |                |
| 26976        | Zimmermannstraße 17 (Lage)                                                                  | O   | Siedlungsbau                                         | | 1921-26            | Eitner, Wilhelm                                               | 31037    |                |
| 26968        | Zimmermannstraße 18 (Lage)                                                                  | O   | Siedlungsbau                                         | | 1921-26            | Eitner, Wilhelm                                               | 31037    |                |
| 26977        | Zimmermannstraße 19 (Lage)                                                                  | O   | Siedlungsbau                                         | | 1921-26            | Eitner, Wilhelm                                               | 31037    |                |
| 26969        | Zimmermannstraße 20 (Lage)                                                                  | O   | Siedlungsbau                                         | | 1921-26            | Eitner, Wilhelm                                               | 31037    |                |
| 26978        | Zimmermannstraße 21 (Lage)                                                                  | O   | Siedlungsbau                                         | | 1921-26            | Eitner, Wilhelm                                               | 31037    |                |
| 26970        | Zimmermannstraße 22 (Lage)                                                                  | O   | Siedlungsbau                                         | | 1921-26            | Eitner, Wilhelm                                               | 31037    | BW             |
| 26979        | Zimmermannstraße 23 (Lage)                                                                  | O   | Siedlungsbau                                         | | 1921-26            | Eitner, Wilhelm                                               | 31037    | BW             |
| 26971        | Zimmermannstraße 24 (Lage)                                                                  | O   | Siedlungsbau                                         | | 1921-26            | Eitner, Wilhelm                                               | 31037    |                |